# ICTV
ICTV (ang. International Commercial Television, ukr. Міжнародне комерційне телебачення) – ukraiński prywatny kanał telewizyjny uruchomiony 15 czerwca 1992 roku, będący włanością StarLightMedia.
Kanał koncentruje się na wyświetleniu tematyki wszechstronne i jest udostępniony przez telewizję kablową, satelitarną – w wersji SD (od 2001) oraz cyfrową telewizję naziemną (DVB-T2) – SD 16:9 w multipleksie MUX-1.

## Logo

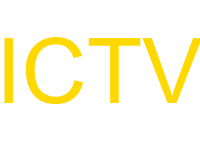
Pierwsze logo kanału telewizyjnego od 15 czerwca 1992 do 27 sierpnia 1995.
Drugie logo kanału od 28 sierpnia 1995 do 17 września 2000.
Trzecie logo stacji od 18 września 2000 do 31 sierpnia 2003.
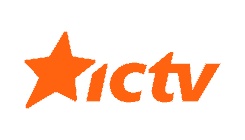
Czwarte logo stacji telewizyjnej od 1 września 2003 do 30 listopada 2005.
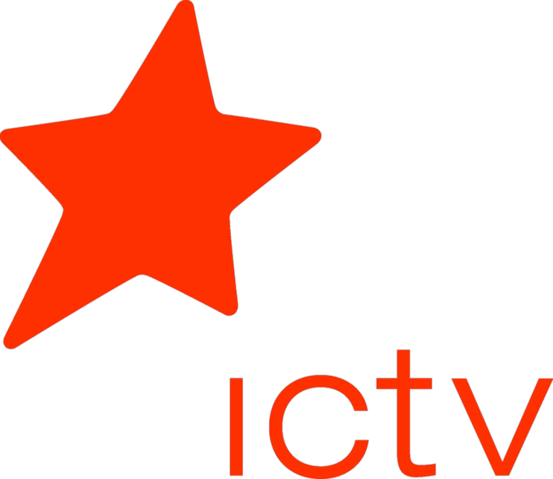
Piąte logo kanału telewizyjnego od 1 grudnia 2005 do 31 sierpnia 2015
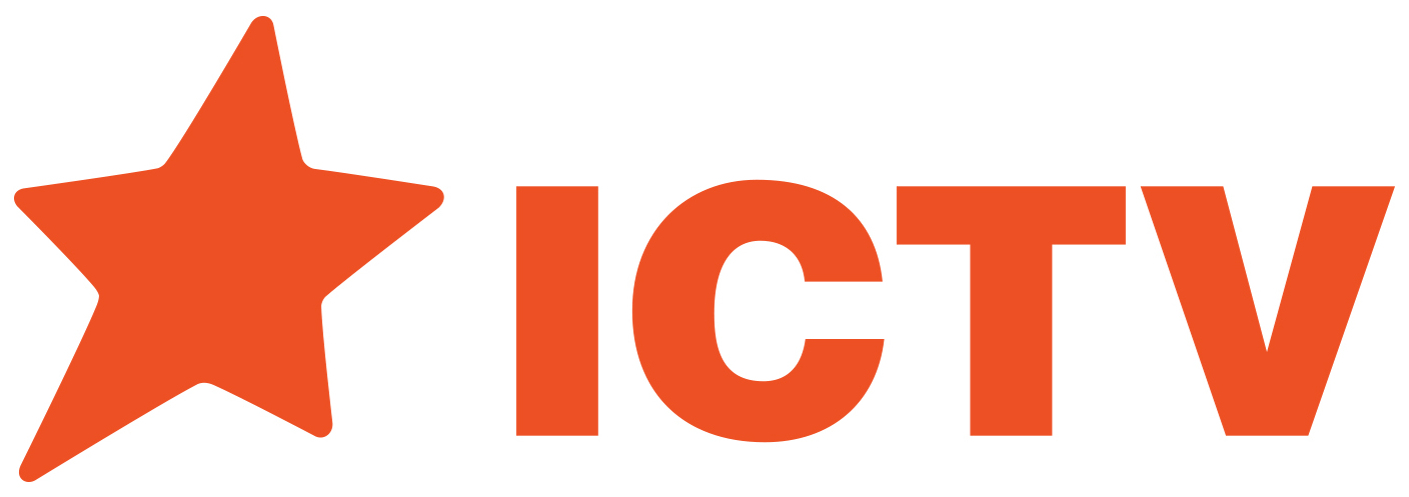
Szóste logo stacji telewizyjnej od 1 września 2015 do 21 września 2017.
Siódme logo kanału telewizyjnego od 22 września 2017 r. do chwili obecnej.
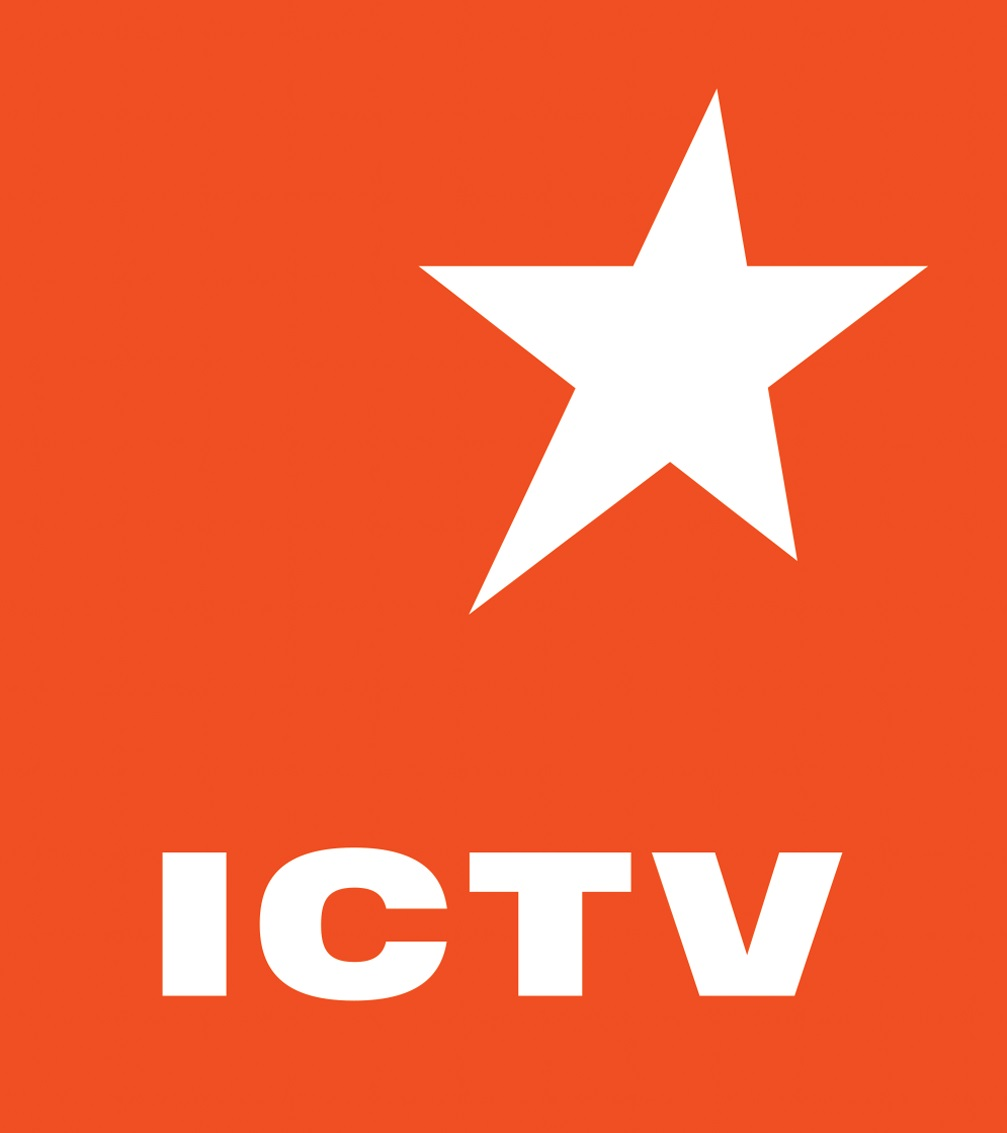
Siódme logo stacji telewizyjnej, używane równolegle w ogłoszeniach i wygaszaczach ekranu, a także na oficjalnej stronie internetowej i w mediach.